# Lüliang
37°31′N 111°8′Ø / 37.517°N 111.133°Ø
Lüliang (吕梁市, pinyin: Lǚlíang) er en by på præfekturniveau i den  vestlige del af den kinesiske provins Shanxi. Præfekturet er på 21.143 km² og har ca. 3,5 millioner indbyggere (2003).
Det for taoismen hellige bjerg Beiwudang ligger i amtet Fangshan i bypræfekturet.

## Administrative enheder
Bypræfekturet Lüliang har jurisdiktion over et distrikt (区 qū), 2 byamter (市 shì) og 10 amter (县 xiàn). 
| Kort              | Kort      | Kort   | Kort           | Kort                   | Kort        | Kort      |
| ----------------- | --------- | ------ | -------------- | ---------------------- | ----------- | --------- |
| Kort over Lüliang |           |        |                |                        |             |           |
| #                 | Navn      | Hanzi  | Pinyin         | Befolkning (2003 est.) | Areal (km²) | Indb./km² |
| Distrikter        |           |        |                |                        |             |           |
| 1                 | Lishi     | 离石区 | Líshí Qū       | 240.000                | 1.323       | 181       |
| Byamter           |           |        |                |                        |             |           |
| 2                 | Xiaoyi    | 孝义市 | Xiàoyì Shì     | 430.000                | 948         | 454       |
| 3                 | Fenyang   | 汾阳市 | Fényáng Shì    | 400.000                | 1 176       | 340       |
| Amter             |           |        |                |                        |             |           |
| 4                 | Wenshui   | 文水县 | Wénshuǐ Xiàn   | 420.000                | 1.064       | 395       |
| 5                 | Zhongyang | 中阳县 | Zhōngyáng Xiàn | 130.000                | 1.441       | 90        |
| 6                 | Xing      | 兴县   | Xīng Xiàn      | 270.000                | 3.167       | 85        |
| 7                 | Lin       | 临县   | Lín Xiàn       | 580.000                | 2.979       | 195       |
| 8                 | Fangshan  | 方山县 | Fāngshān Xiàn  | 140.000                | 1.433       | 98        |
| 9                 | Liulin    | 柳林县 | Liǔlín Xiàn    | 300.000                | 1.288       | 233       |
| 10                | Lan       | 岚县   | Lán Xiàn       | 170.000                | 1.509       | 113       |
| 11                | Jiaokou   | 交口县 | Jiāokǒu Xiàn   | 110.000                | 1.258       | 87        |
| 12                | Jiaocheng | 交城县 | Jiāochéng Xiàn | 210.000                | 1.821       | 115       |
| 13                | Shilou    | 石楼县 | Shílóu Xiàn    | 100.000                | 1.736       | 58        |